# Stor-Asåtjärnen
Stor-Asåtjärnen är en sjö i Åre kommun i Jämtland och ingår i Indalsälvens huvudavrinningsområde. Sjön har en area på 0,198 kvadratkilometer och ligger 560,3 meter över havet.